# Катапултиращо кресло
Катапултиращото кресло (катапулт) е устройство, предназначено за спасяване на пилота или другите членове на екипажа от летателен апарат, загубил управление. Катапултиращото кресло се изстрелва заедно с пилота от повредения летателен апарат (обикновено, чрез експлозивен заряд или ракетен двигател), след това пилотът се отделя от креслото и се спуска с парашут. Понякога се използват катапултиращи кабини, спускащи се с парашут заедно с намиращия се вътре екипаж.
Катапултиращите кресла се използват главно във военните самолети.
- Проба на катапулт от NASA Картинка1
- Картинка2
- Картинка3
- Картинка4
- Картинка5
- Капитан Кристофер Стриклин се катапултира от F-16 по време на авиошоу във военната база в Айдахо